# Thủ lĩnh cuối cùng
Thủ lĩnh cuối cùng (tiếng Trung: 大上海, tiếng Anh: The Last Tycoon, Hán-Việt: Đại Thượng Hải) là một bộ phim điện ảnh thuộc thể loại hành động - lịch sử - chính kịch của Hồng Kông - Trung Quốc ra mắt năm 2012 do Lưu Vĩ Cường làm nhà sản xuất, Vương Tinh viết kịch bản và làm đạo diễn. Lấy cảm hứng từ cuộc đời của Đỗ Nguyệt Sanh, ông trùm xã hội đen từng cộng tác với chính quyền Tưởng Giới Thạch nhằm chống Đảng Cộng sản Trung Quốc vào những năm 1920, bộ phim có sự tham gia của các diễn viên gồm Châu Nhuận Phát, Huỳnh Hiểu Minh, Hồng Kim Bảo và Ngô Trấn Vũ.
Bộ phim chính thức khởi chiếu tại Trung Quốc từ ngày 22 tháng 12 năm 2012, tại Hồng Kông từ ngày 3 tháng 1 năm 2013 và tại Việt Nam từ ngày 25 tháng 1 năm 2013.

## Giải thưởng
Giải thưởng Điện ảnh Hồng Kông lần thứ 32
- Đề cử hạng mục Quay phim xuất sắc nhất (Lưu Vĩ Cường và Quan Tri Diệu)
- Đề cử hạng mục Nhạc phim hay nhất (Trần Quang Vinh và Trần Trí Dật)
- Đề cử hạng mục Diễn viên mới ấn tượng nhất (Phùng Văn Quyên)
- Đoạt giải Họa sĩ thiết kế xuất sắc nhất (Hề Trọng Văn và Lâm Tử Kiều)
- Đoạt giải Ca khúc trong phim hay nhất (Đính phong ba; Cao Thế Chương, Chris Shum và Trương Học Hữu)

Giải thưởng điện ảnh châu Á lần thứ 7
- Đề cử hạng mục Họa sĩ thiết kế xuất sắc nhất (Hề Trọng Văn và Lâm Tử Kiều)
- Đề cử hạng mục Thiết kế phục trang xuất sắc nhất (Đới Mỹ Linh và Trần Tử Văn)